# الجزيرة الجنوبية
الجزيرة الجنوبية (بالإنجليزية: South Island)‏ هي أكبر جزيرتين رئيسيتين لنيوزيلندا من حيث المساحة، والأخرى هي الجزيرة الشمالية الأصغر ولكن الأكثر اكتظاظًا بالسكان. يحدها من الشمال مضيق كوك ومن الغرب بحر تاسمان ومن الجنوب والشرق المحيط الهادئ. تغطي الجزيرة الجنوبية 150،437 كيلومتر مربع (58،084 ميل مربع)، مما يجعل ترتيبها ثاني عشر أكبر جزيرة في العالم. على ارتفاعات منخفضة، لديها مناخ محيطي.
تتشكل الجزيرة الجنوبية من جبال الألب الجنوبية التي تمتد على طولها من الشمال إلى الجنوب. وهي تشمل أعلى قمة في نيوزيلندا، أوراكي / جبل كوك على ارتفاع 3724 مترًا (12218 قدمًا). تقع سلسلة جبال كايكورا العالية في الشمال الشرقي. الجانب الشرقي من الجزيرة هو موطن لسهول كانتربري بينما يشتهر الساحل الغربي بسواحلها الوعرة مثل فيوردلاند، ونسبة عالية جدًا من الأدغال المحلية والمتنزهات الوطنية، وأنهار فوكس وفرانز جوزيف الجليدية. المراكز الرئيسية هي كرايستشيرش ودونيدين. يعتمد الاقتصاد على الزراعة وصيد الأسماك والسياحة والتصنيع والخدمات العامة.